# توفيا بيلسكي
 توفيا بيلسكي (بالبولندية: Tewje Bielski)‏ (8 مايو 1906 - 12 يونيو 1987) هو زعيم مجموعة أنصار بيلسكي التي تمركزت في غابات ناليبوكي في بولندا (الآن غربي روسيا البيضاء) قبل الحرب العالمية الثانية.
قاد مقاومة ضد الألمان وحلفائهم وقام بتأمين ملجأ آمن لليهود المدنيين، الذين استطاعوا الهرب من المحرقة لينجو أكثر من 1200 يهودي تحت حماية المجموعة وتعتبر واحدة من أنجح محاولات الإنقاذ خلال فترة الهولوكوست.

## مسيرته
أثناء الاحتلال الألماني للاتحاد السوفييتي في 22 حزيران 1941، احتل الألمان غرب روسيا البيضاء. وقتلت السلطات الألمانية هناك عشرات الآلاف من اليهود في مقاطعة نوفوغروديك بين تموز 1941 ونهاية ربيع 1942، وألقت القبض على الذين لم يقتلوا. وعندما صفت وحدات الشرطة والقوات الخاصة الألمانية الأحياء اليهودية في 1942-1943 قتلت معظم القاطنين.
أسس الأخوة الناجون الثلاثة –توفيا(1906-1987) وأسايل(1908-1945) وزوس (1910-1995)- مجموعة أنصار بعدما قتل الألمان والديهم. في البداية حاول الأخوة فقط إنقاذ أنفسهم وأقربائهم. ولقد هربوا عبر غابات زابيلوفو وبيريلاز حيث أنشأوا نواة الأنصار المؤلفة من 30 قريب وصديق.
اختار أفراد العائلة الناشط الصهيوني السابق توفيا بيلسكي، وهو عسكري بولندي مخضرم وقائد ذو جاذبية ليكون قائد للمجموعة. أصبح أخاه أسايل مساعدا له بينما كان زوس مسؤلا عن الإستطلاع. كان أيضا الأخ الرابع أهارون (1927) واحداً من المجموعة.
كان أفراد البيليسكي من عائلة مزارعة بالقرب من قرية ستانكيفيشي كما عرف الأولاد المنطقة بشكل جيد. ساعدت معرفتهم بالمنطقة والعادات والناس بالتملص من السلطات الألمانية ومساعديهم الروس البيض. استطاعوا الحصول على أسلحة بمساعدة بعض الأصدقاء غير اليهود من روسيا البيضاء. استكمل أنصار بيلسكي لاحقا هذه الأسلحة بأسلحة مصادرة من الألمان والسوفييت ومعدات مزودة من قبل أنصار سوفييت.
رأى توفيا بيلسكي مهمته على أنها انقاذ للأرواح اليهودية. شجع رجال البيلسكي يهود ليدا ونورفوغروديك ومينسك وأيفي ومير وبرانوفيشي للانضمام إليهم في الغابة. كانت الجماعة ترسل عادة دلائل إلى الأحياء اليهودية لترافق الناس إلى الغابة. في نهاية 1942 أنقذت مهمة خاصة أكثر من مائة يهودي من حي أفي في الوقت الذي خطط الألمان لإنهائه. فتش كشافة بيلسكي الطرق بحثا عن يهود هاربين وبحاجة للحماية.
انضم العديد من اليهود الذين اختبئوا في الغابات إلى مجموعة بيلسكي. وانضم أيضا أنصار يهود كانوا يخدمون في منظمات سوفييتية إلى بيلسكي لأجل محاولة الهرب من معادات السامية في وحداتهم. زاد تيار الناجون اليهود حجم مجموعة بيلسكي إلى أكثر من 300 شخص بنهاية عام 1942.
كان وجود المجموعة في الغابة هو على شكل ترحال حتى صيف عام 1943. ولكن بدأ الألمان بعد ذلك حملة قتل هائلة ضد اليهود الروس والبولنديين في المنطقة. نشروا أكثر من 200000 من قوات الجيش والشرطة والقوات الخاصة. وعلاوة على ذلك فقد عرضوا مبلغ 100000 مارك لمقدم معلومات تؤدي إلى القبض على توفيا بيلسكي. كانت مجموعة بيلسكي، والتي زاد عددها إلى 700 يهودي تقريبا، معرضة للكشف عن طريق الدوريات الألمانية. خافت المجموعة من خيانة بعض الفلاحين الذين يزودوهم بالطعام. نتيجة لذلك فقد انتقلت المجموعة في كانون الأول إلى غابة ناليبوكي والتي أصبحت مقرهم الرئيسي.
كان من غير المرجح أن تستطيع مجموعة بيلسكي بناء مجتمع في هذه الظروف البدائية. على الرغم من بعض المعارضة من داخل المجموعة لم يتردد توفيا بيلسكي أبدا من تصميمه على قبول وحماية جميع اللاجئيين اليهود بغض النظر عن العمر والجنس. لم تخذل مجموعة بيلسكي أي أحد وبذلك سمحت بخلق معسكر عائلة متنقل ومجتمع يهودي في الغابة. عينت المجموعة العمال الموهوبين بين اللاجئيين اليهود على ورشات عمل والتي شغلت 200 شخص على الأقل بما فيهم صناع الأحذية والخياطين والنجارين وعمال الجلد والحدادين.
بالإضافة إلى ذلك فقد أسست المجموعة طاحونة ومخبز ومغسل ألبسة. أدارت القيادة عيادة بسيطة ومدرسة للأطفال ومعبد وحتى محكمة وسجن. زودت مجموعات العمل المعسكر بالطعام ونظفت الأرض لتصلح لزراعة القمح والشعير.

## تعاون مع مجموعات أخرى
كانت غابة ناليبوكي تحت إدارة محاربين سوفييت حيث لم يكن الألمان. على الرغم من أن مجموعة بيلسكي لم تملك أي إيديولوجية فقد تعاون توفيا بيلسكي وقادة آخرون مع محاربين سوفييت. أسس بيلسكي بنفسه علاقة صداقة مع الجنرال فاسيلي يفيموفيتش القائد المحلي للمقاتلين السوفييت. مع أن فكرة معادات السامية كانت منتشرة بين المقاتلين السوفييت فقد حمى الجنرال مجموعة بيلسكي. حيث أدرك أهمية دور المعسكر كقاعدة إصلاح للمقاتلين السوفييت. واستلم قادة المعسكر أسلحة من المراكز الرئيسة للمقاتلين السوفييت في عام 1944.
رفض بيلسكي طلب السوفييت في تقديم حوالي 150 رجل للخدمة العسكرية لأجل تنفيذ عملية قتالية. لأنهُ لم يريد خذلان الرجال والنساء المتزوجين والأطفال، ولأنه علم تماما أنهم لن ينجوا بدون الحماية المسلحة في مجموعته. كان هذا سببا آخر لسحب جنوده لأعماق الغابة في عام 1943. مع أن المجموعة بقيت واقع موحد وتحت قيادة توفيا بيلسكي، فقد انقسمت إلى كالينين وأوردزهونيكيزي.
نفذت مجموعة بيلسكي مهمات أخرى في نفس الوقت التي كانت تحمي فيه أرواح غير المقاتلين في المعسكر. ولقد هجمت على قادة شرطة من روسيا البيضاء وأيضا مزارعين اشتبه بأنهم قتلوا يهودا. وعطلت المجموعة قطارات ألمانية ونسفت سكك حديدية وجسور وساعدت اليهود على الهرب من الأحياء اليهودية. انضم مقاتلي بيلسكي مرارا إلى المقاتلين السوفييت في عمليات ضد الألمان والبلاروسيين.

## التحرير
بدأت قوات روسية هجوم هائل على شرقي روسيا البيضاء في 22 حزيران 1944. في غضون ستة أسابيع دمر الجيش الروسي مقر الجيش الألماني واكتسح باتجاه الغرب حتى نهر فيستولا في بولندا محررا بذلك روسيا البيضاء. وصلت مجموعة بيلسكي إلى ذروتها في وقت التحرير وبلغ عدد منتسبيها 1230 شخص. كان النساء والعجائز والأطفال يشكلون أكثر من 70 بالمائة، والذين كان من المحتمل أن يلقوا حتفهم لولا حماية المجموعة. قتل تقريبا 50 شخص من مجموعة بيلسكي وهو معدل ضئيل بالمقارنة مع مجموعات يهودية أخرى بالمنطقة.
هاجر توفيا وزوس بيلسكي مع عائلاتهم في عام 1945 إلى فلسطين. قاتل الاثنان في الجيش الإسرائيلي خلال حرب 1948 التي أسست أمة إسرائيل. ثم هاجروا إلى الولايات المتحدة الأمريكية. سحب أسايل إلى الجيش السوفييتي. ولقد توفي على الجبهة في بروسيا الشرقية في شباط عام 1945.

## السينما
في محاولة لتخليد ذكرى العمل البطولي الذي يجسد روح القصة، التي قام بها أنصار بيلسكي في بقائهم على قيد الحياة ضد قوات الاحتلال النازية ومسؤولية الاعتناء بأعداد كبيرة من اليهود البولنديين الهاربين من آلة الحرب الألمانية في أوروبا الشرقية والهرب في الغابات في روسيا البيضاء، قدم المخرج إدوارد زويك فيلم التحدي  عام 2008، من بطولة الممثلين دانيال كريغ، ييف شرايبر، جيمي بيل.